# Zé Roberto (Fußballspieler, 1978)
Zé Roberto (* 13. September 1978 in Pastos Bons im brasilianischen Bundesstaat Maranhão; eigentlich José Roberto Gomes Santana) ist ein brasilianischer Fußballspieler.